# Blidingia minima
Espèce
Blidingia minima est une espèce d'algues vertes de la famille des Kornmanniaceae.

## Liste des variétés
Selon NCBI (29 avril 2013) :
- variété Blidingia minima var. minima
- variété Blidingia minima var. vexata

Selon World Register of Marine Species (29 avril 2013) :
- variété Blidingia minima var. stolonifera Garbary & C.Tam, 1989
- variété Blidingia minima var. subsalsa (Kjellman) Scagel, 1957
- variété Blidingia minima var. vexata (Setchell & N.L.Gardner) J.N.Norris, 1971